# Richard Onslow, 5. Earl of Onslow

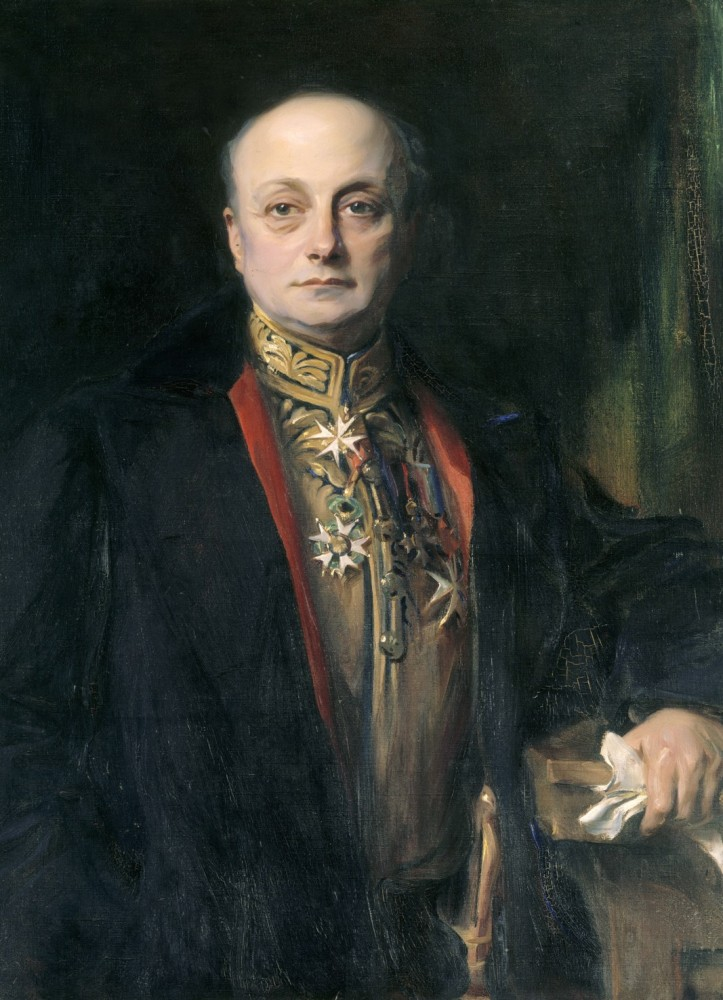
Gemälde 1928 von Philip Alexius de László

Richard William Allan Onslow, 5. Earl of Onslow GBE GCStJ PC (* 23. August 1876; † 9. Juni 1945) war ein britischer Diplomat und Politiker der Liberal Party, der unter anderem zwischen 1928 und 1929 Paymaster General war.

## Leben

### Familie, Diplomat und Earl of Onslow
Onslow war der ältere Sohn des William Onslow, 4. Earl of Onslow (1853–1911), der zwischen 1889 und 1892 Gouverneur von Neuseeland sowie 1903 Landwirtschaftsminister (President of the Board of Agriculture) war, aus dessen Ehe mit Hon. Florence Coulston Gardner (1853–1934), Tochter des Alan Gardner, 3. Baron Gardner.
Richard Onslow trat nach der Schulausbildung 1901 in den auswärtigen Dienst ein und war zunächst 1902 Attaché an der Botschaft in Madrid. Anschließend fungierte er 1903 als 3. Sekretär an der Gesandtschaft in Tanger, 1904 an der Botschaft in Sankt Petersburg sowie 1907 an der Botschaft in Berlin, an der er 1907 auch 2. Sekretär wurde.
Nach einer Rückkehr nach Großbritannien fungierte Onslow zwischen 1909 und 1911 als stellvertretender Privatsekretär von Außenminister Edward Grey sowie von 1911 bis 1913 als Privatsekretär des Ständigen Unterstaatssekretärs im Außenministerium (Foreign Office). Als solcher war er 1910 Schreiber (Clerk) sowie zwischen 1913 und 1914 stellvertretender Schreiber des Außenministeriums.
Beim Tod seines Vaters am 23. Oktober 1911 erbte er den Adelstitel als 5. Earl of Onslow, 5. Viscount Cranley, 8. Baron Onslow, 5. Baron Cranley und 9. Baronet, of West Clandon. Er wurde dadurch auch Mitglied des House of Lords.

### Erster Weltkrieg und Paymaster General
Während des Ersten Weltkrieges leistete Onslow Militärdienst bei den British Expeditionary Force (BEF) in Frankreich und wurde 1916 zum Captain sowie 1918 zum Major befördert. Kurz darauf wurde er 1918 zum Colonel befördert und war als solcher erst stellvertretender Direktor für Stabsdienste bei den Expeditionskräften sowie zwischen 1918 und 1919 Mitglied der britischen Militärmission in Paris. Für seine Verdienste wurde er 1918 als Officer des Order of the British Empire (OBE) ausgezeichnet.
Nach seinem Ausscheiden aus dem aktiven Militärdienst war er von 1919 bis 1920 Lord-in-Waiting sowie danach zwischen 1920 und 1921 Ziviler Lord der Admiralität. Während der Amtszeit von Premierminister David Lloyd George fungierte er zunächst 1921 als Parlamentarischer Sekretär im Landwirtschaftsministerium und danach von 1921 bis 1923 als Parlamentarischer Sekretär im Gesundheitsministerium. Während der Amtszeit von Premierminister Stanley Baldwin war er von 1923 bis 1924 Parlamentarischer Sekretär im Bildungsministerium (Board of Education).
Während der zweiten Amtszeit von Premierminister Baldwin war Onslow seit November 1924 Unterstaatssekretär im Kriegsministerium (War Office) sowie Vizepräsident des Heeresrates (Army Council). Als solcher war er 1925 britischer Delegierter bei einer ersten Abrüstungskonferenz in Genf und wurde 1926 Mitglied des Privy Council. Nach einer Kabinettsumbildung war er von 1928 bis zum Ende von Baldwins Amtszeit am 4. Juni 1929 Generalzahlmeister (Paymaster General).
Zuletzt fungierte er von 1931 bis zu seinem Tod 1945 als Vorsitzender der Ausschüsse (Chairman of Committees) des House of Lords. Onslow, der 1938 zum Knight Grand Cross des Order of the British Empire ernannt worden war, war außerdem Bailiff Grand Cross des Order of Saint John sowie High Steward von Guildford.
Aus seiner am 22. Februar 1906 geschlossenen Ehe mit Hon. Violet Marcia Catherine Warwick Bampfylde (1883–1954), einer Tochter von Coplestone Bampfylde, 3. Baron Poltimore, gingen zwei Kinder hervor, darunter William Arthur Bampfylde Onslow, der bei seinem Tod den Titel als 6. Earl of Onslow erbte.